# キモリクティス
キモリクティス（学名：Cimolichthys）は後期白亜紀のヒメ目の魚類。化石はブラジル、カナダ、アメリカ合衆国から知られる。属名は「白亜粘土の魚」の意。
孤立した顎や歯の断片によって記載された種の有効性に関して議論の必要性がある。

## 特徴

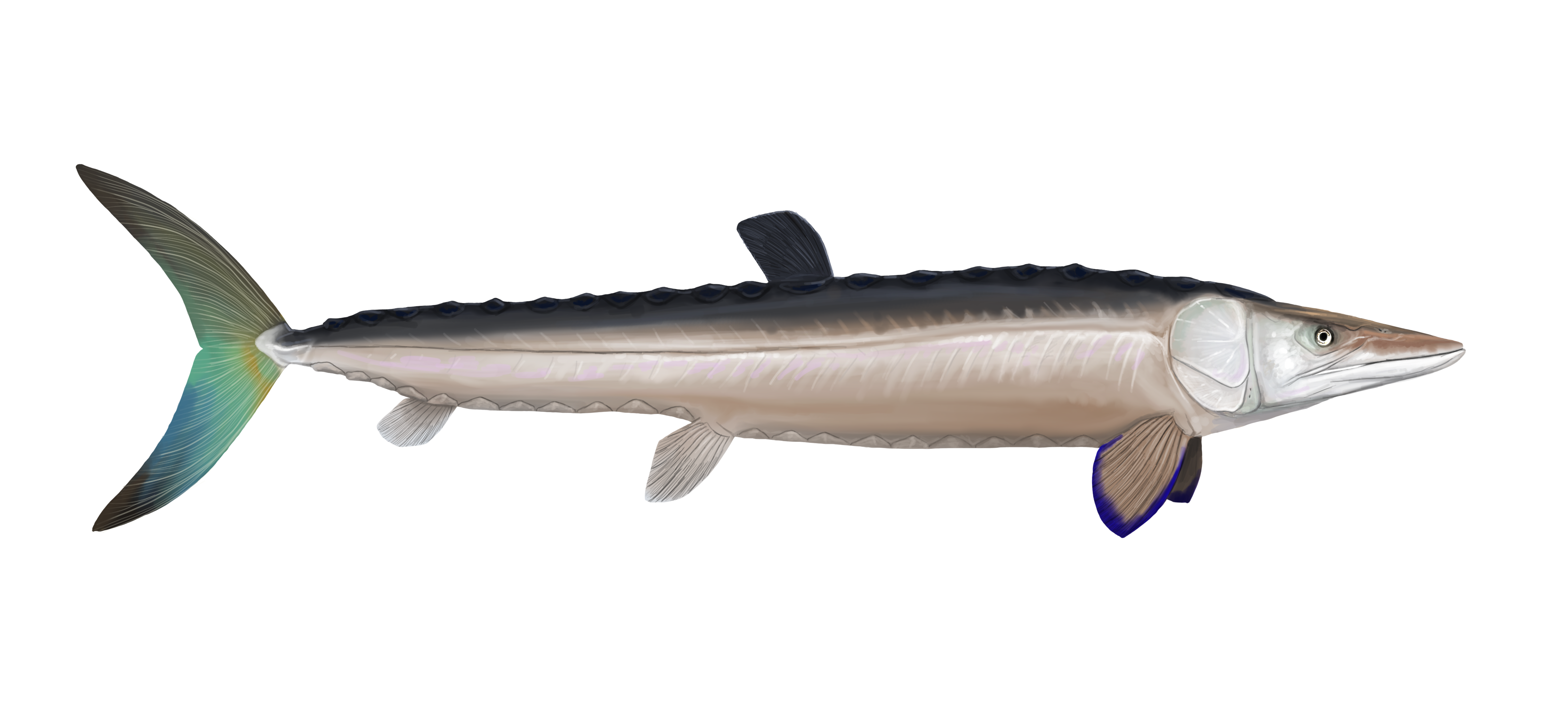
復元図

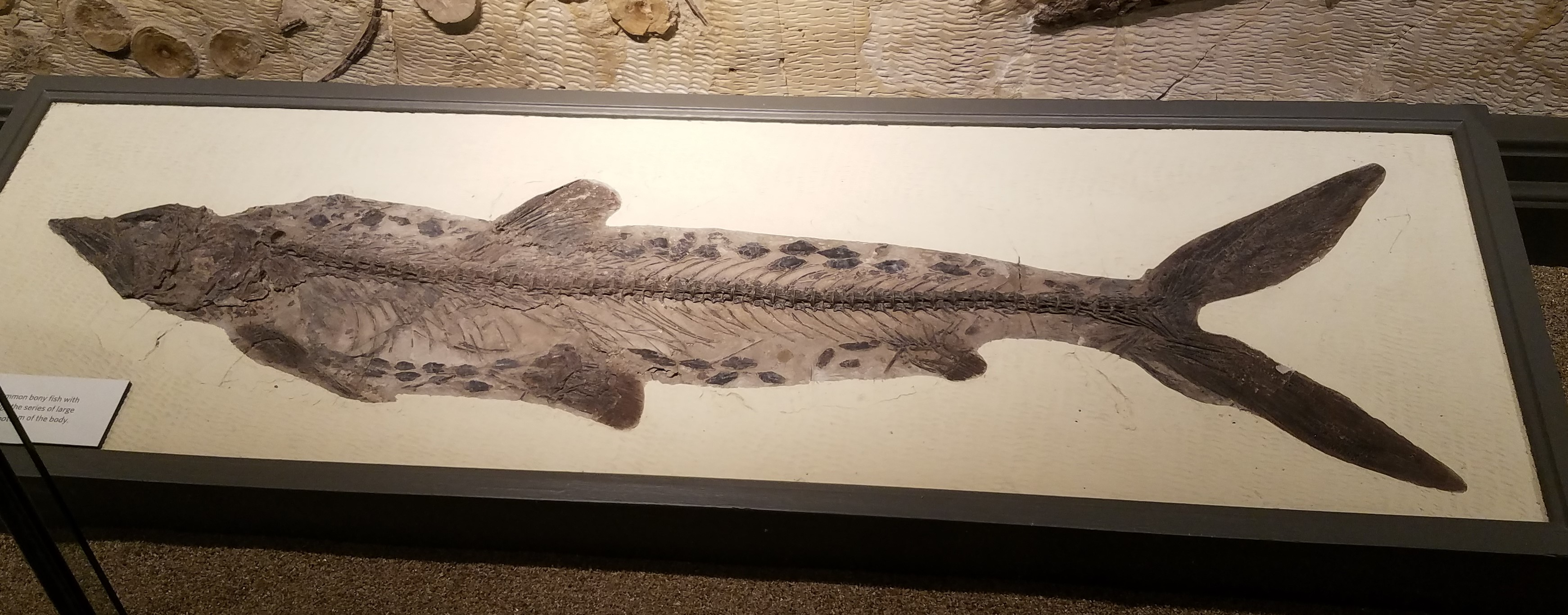
化石

分類上の近縁性はないが、形態は現生のバラクーダやパイクと類似していた。下顎の幅は狭く、複数列の歯を持っていた。
食性は主にネクトンを食べる肉食性。貪欲な捕食者であったと想像され、トゥソテウティスを飲み込もうとして窒息した化石や体内からエンコドゥスが知られる化石が発見されている。このような獲物を捕食していた一方で、キモリクティスも他の生物の捕食対象になることがあり、ティロサウルスの腹部から消化されたキモリクティスが知られている。